# الدورة 22 للجنة التراث العالمي
الدورة الثانية والعشرين للجنة التراث العالمي انعقدت في الفترة ما بين 30 نوفمبر وحتى 5 ديسمبر من العام 1998، وذلك في مدينة كيوتو باليابان.

## الأعضاء
- أستراليا
- بنين
- البرازيل
- كندا
- الصين
- كوبا
- قبرص
- الإكوادور
- مصر
- فرنسا
- ألمانيا
- إيطاليا
- اليابان
- لبنان
- مالطا
- المكسيك
- المغرب
- النيجر
- الفلبين
- إسبانيا
- الولايات المتحدة